# Periodo Pueblo I

La región anasazi se extiende por los cuatro estados del suroeste norteamericano. Colindante con las culturas:
Hohokam y
Mogollón. Los emplazamientos arqueológicos más importantes son Mesa Verde, Cañón del Chaco y Acantilado Gila.

El periodo de Pueblo I (750 a 900) fue el primer periodo en el que los pueblos anasazi comenzaron a vivir en estructuras de pueblo y realizaron una evolución en la arquitectura, la expresión artística y la irrigación.
Pueblo I, una clasificación Pecos, es similar al «Primer Periodo de Desarrollo del Pueblo»" del 750 a 1100.

## Arquitectura
La gente construía y vivía en pueblos, que eran casas con techo plano. Al principio del período, los pueblos se hicieron con construcciones jacales. Se usaban postes de madera para crear un marco para soportar el material tejido y una cubierta de barro. A finales del período, a veces se utilizaron losas de piedra alrededor de los cimientos de las viviendas.
Los pueblos estaban formados por varias habitaciones que formaban una fila recta o en forma de media luna. A veces construían las viviendas en dos filas de grosor con una combinación de salas con fosas de fuego y almacenes.

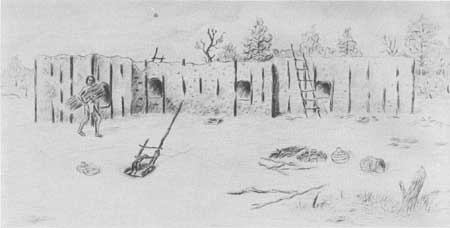
Imagen reconstruida de una aldea de postes y adobe en Mesa Verde. Fuente: Servicio de Parques Nacionales
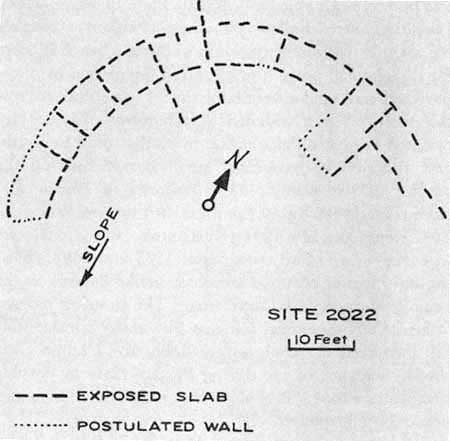
Boceto del pueblo en forma de media luna Pueblo I (sitio Mesa Verde 2022). Fuente: Servicio de Parques Nacionales
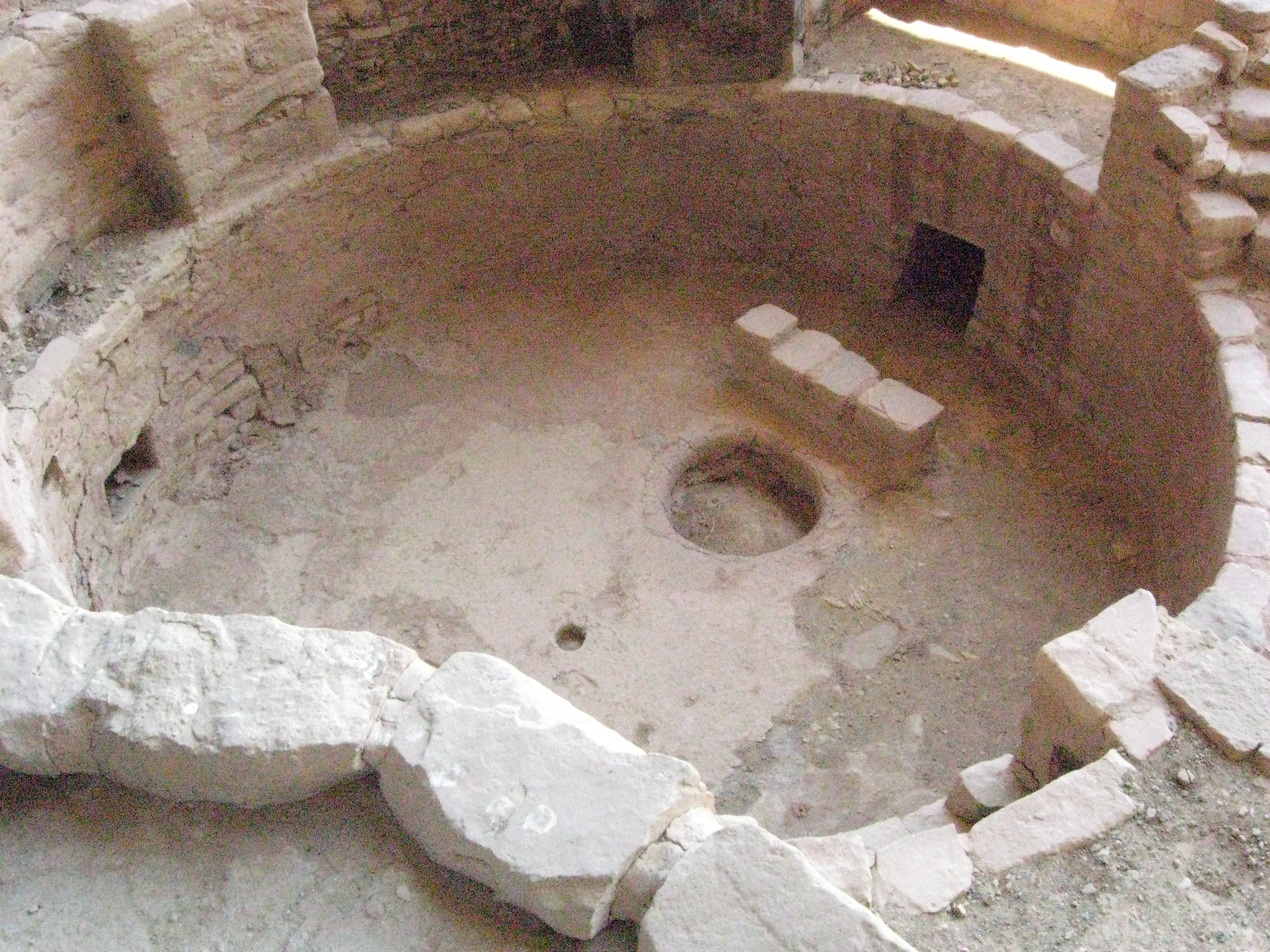
El sipapu es el pequeño agujero redondo en el piso de una ruina de una kiva. El agujero más grande corresponde a un pozo de fuego.Mesa Verde.

J. Richard Ambler describe cómo los cambios arquitectónicos de Pueblo I reflejan los cambios sociales:
«El cambio en la disposición del pueblo parecería reflejar un cambio básico en la organización social del mismo: de un grupo de familias relacionadas vagamente integradas a un grupo estrechamente integrado, y también un cambio en la organización ceremonial: de una orientación mayormente chamánica e individualista a ceremonias comunales organizadas alrededor de la ronda calendrical.»
Durante este período, las casas de pozo redondas comenzaron a evolucionar en kivas ceremoniales. Las kivas de estilo Mesa Verde incluyeron una característica de tiempos anteriores llamada sipapu, que es un agujero excavado en el norte de la cámara que se cree que representa el lugar de emergencia del pueblo Anasazi del inframundo.

## Comunidades
Hubo cierta variabilidad en cuanto a cuándo y cómo las comunidades hicieron la transición hacia y desde el periodo Pueblo I. Es posible que algunas comunidades no tuvieran algunas de las presiones externas o climáticas que obligaron a un rápido reasentamiento. Como resultado, durante los primeros años del periodo Pueblo I, había algunas comunidades que vivían en asentamientos de los Basket Maker.
Las aldeas de Pueblo I eran más grandes que los asentamientos del período precedente de los «fabricantes de cestas» (Era Basketmaker III); en la región de las Cuatro Esquinas el promedio de 5 a 10 casas de pozo por asentamiento se elevó a 20 a 30 casas de pozo por comunidad. En algunos casos, las comunidades de Pueblo I eran bastante grandes. En la cresta alcalina del sudeste de Utah se construyeron unas 130 habitaciones en la superficie, con 16 casas de pozo y 2 kivas.
Las comunidades más avanzadas de la región del Cañón del Chaco tenían «grandes casas», caminos y kivas elaboradas.
- Valle del Río Dolores. Aunque había algunos asentamientos dispersos y casas de pozo, había una tendencia general al desarrollo de estructuras sobre la superficie y pueblos como los que se encuentran en el valle del río Dolores en el suroeste de Colorado. Las estructuras sobre el terreno se construyeron en grupos de habitaciones contiguas, a menudo con ventanas orientadas al sur. Muchas de las habitaciones se utilizaron para el almacenamiento. La gente comenzó a socializar en las casas de foso utilizadas para las ceremonias, que evolucionaron a kivas. Los rituales se desarrollaron como formas de oración para la lluvia, el sol y una cosecha exitosa. Los materiales de construcción de los edificios incluían postes de piedra y madera, y con menos frecuencia adobe, mampostería y madera.[8][9][10]

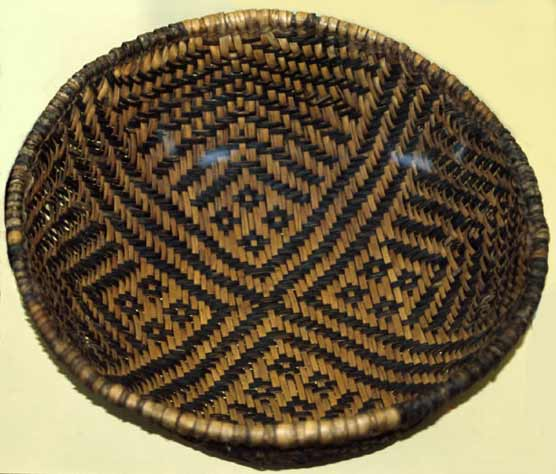
Era Basketmaker III (450-750), Museo Mesa Verde.

- Valle del Río San Juan. Un asentamiento de la fase de Piedra en el Valle del Río San Juan, Nuevo México, estaba rodeado por grandes muros o empalizadas. Las pruebas muestran que hubo un incidente que resultó con la destrucción del pueblo y la muerte de muchos habitantes. Dado que el incidente ocurrió durante un período de sequía prolongada, una teoría es que el pueblo fue asaltado por sus almacenes de alimentos. Fue poco después de esta destrucción del pueblo de Pietra que muchas comunidades construyeron las estructuras del Pueblo I en un terreno más alto y más fácil de defender.[7] Hubo un conjunto de circunstancias similares durante la Era Basketmaker III cerca del actual pueblo de Pleasant View, Colorado.[11]
- Cañón del Chaco. Se construyeron grandes casas a mediados del siglo IX en el Cañón del Chaco. Las estructuras eran mucho más grandes que las viviendas anteriores. Los edificios de varios pisos tenían techos altos, habitaciones con tres o cuatro veces el espacio de las viviendas domésticas y elaboradas kivas. Los avances en las técnicas de albañilería dieron como resultado estructuras fuertes y hermosas. También se construyeron caminos. Otros sitios en el Cañón, similares a otras comunidades de pueblos antiguos de la época, eran asentamientos más pequeños. Los almacenes estaban hechos de jacal.[12]

## Agricultura
En el periodo Pueblo I, el pueblo dependía de la agricultura, y se enfrentaba a períodos de menores tasas de precipitación, como la gran sequía de los años 850-900 en el parque nacional del Bosque Petrificado. Es probable que la gente también se asentara en las mesetas y cordilleras para beneficiarse de las fuertes nevadas invernales y las precipitaciones estivales. Las técnicas de gestión y conservación del agua, incluyendo el uso de embalses y presas de retención de sedimentos también surgieron durante este período para utilizar de forma eficiente su suministro de agua. Grandes vasijas de barro, selladas con tapas de piedra, se utilizaban para almacenar el maíz cosechado y protegerlo de los roedores y la podredumbre.
La gente también cazaba y recolectaba nueces, plantas y frutas silvestres.

## Cerámica
En la transición de la Era Basketmaker III, la cerámica se hizo más versátil, incluyendo ollas, jarras, cucharones, tazones, jarras y vajillas. La alfarería gris lisa y con banda de cuello era un estándar en los sitios de Pueblo I. La alfarería blanca con diseños negros, los pigmentos provenientes de las plantas y la vajilla roja surgieron durante este período.
Las comunidades con cosechas de bajo rendimiento a menudo cambiaban la cerámica por el maíz. Como resultado de ello, surgió una cerámica negra sobre blanca bellamente diseñada para promover un comercio exitoso.

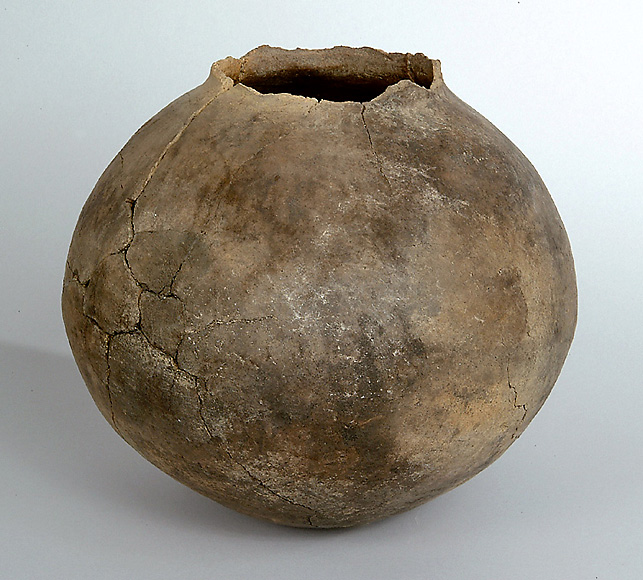
Cerámica gris común
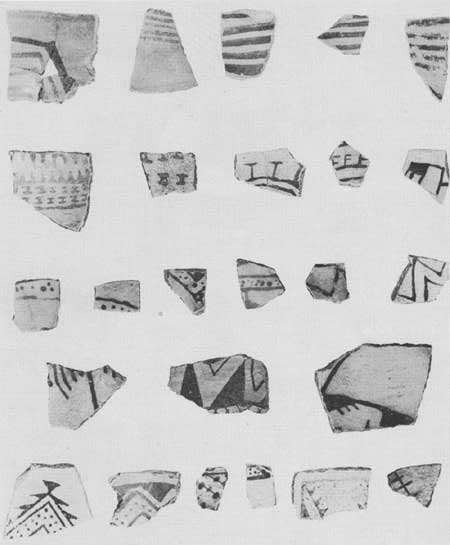
Era Basketmaker III - Pueblo I Decorated Bowl Sherds.
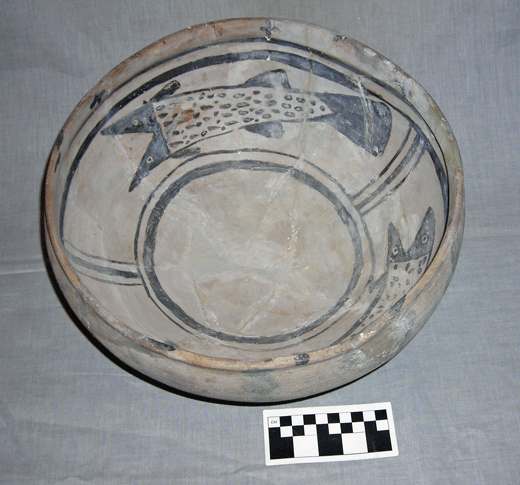
Un tazón «negro sobre blanco»

## Otros bienes materiales
El pueblo siguió utilizando muchos de los bienes materiales del precedente Basketmaker III, algunos ejemplos de bienes materiales en este período Pueblo I son:
- herramientas de piedra, como hachas y cuchillos
- leznas de hueso usadas para tejer esteras, sandalias y cestas de yucca
- cerámica
- Manos y metates para moler el maíz y las plantas
- palos de excavación
- arco y flechas
- artículos tejidos de yucca, como sandalias y cuerdas
- mantas hechas de plumas de pavo y yucca
- prendas de vestir hechas de algodón tejido (el algodón obtenido a través del comercio).

Las tablas de cuna con respaldo rígido surgieron durante este período para sostener firmemente y con seguridad los cuellos de los bebés mientras sus madres trabajaban. La presión aplanó la parte posterior de las cabezas de los bebes, lo que se refleja en los cambios del cráneo en los esqueletos después de este período.

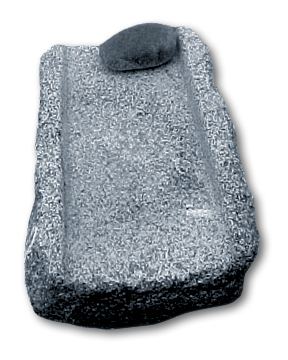
Metate para moler plantas, alimentos o semillas
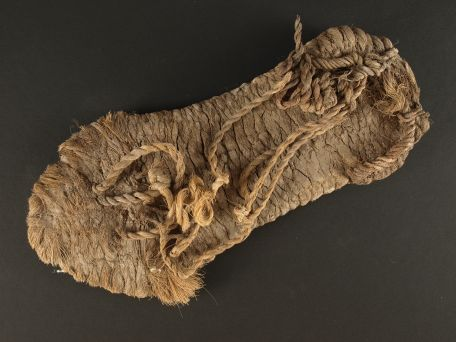
Sandalia entre los años 700 a 1100. Fuente: Servicio de Parques Nacionales
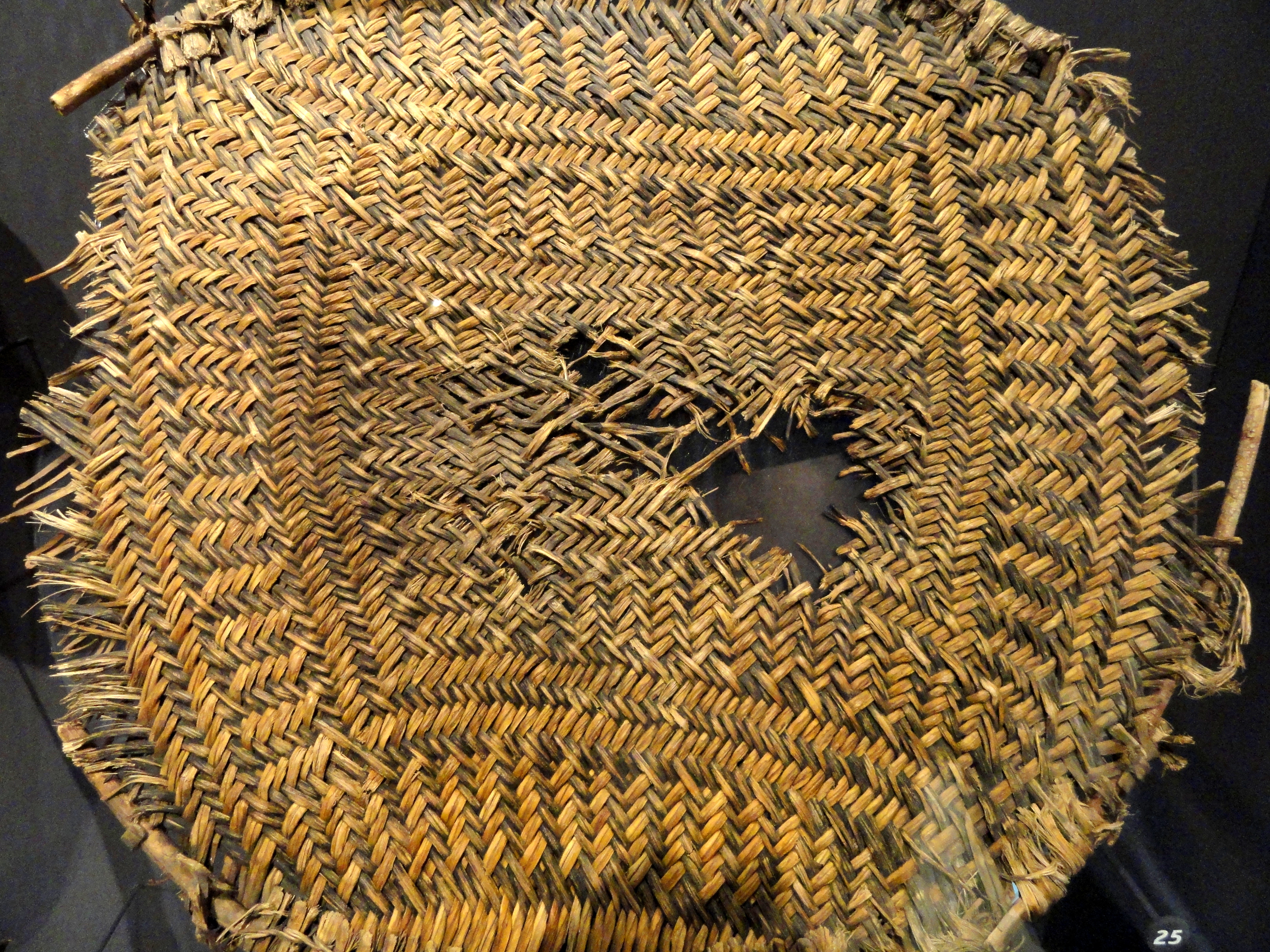
Tejido de yucca. Museo natural de Historia de Utah.

## Grupos culturales y períodos
Los grupos culturales de este período incluyen:
- Anasazi : sur de Utah, sur de Colorado, norte de Arizona y norte y centro de Nuevo México.
- Hohokam - sur de Arizona.
- Mogollón : sureste de Arizona, sur de Nuevo México y norte de México.
- Pataya : oeste de Arizona, California y Baja California.

## Sitios notables de Pueblo I
| Arizona                                                                              | Colorado | Nuevo México    | Utah                 |
| ------------------------------------------------------------------------------------ | --- | --------------- | -------------------- |
| Cohonina Cañón Glen Monumento nacional Navajo Parque nacional del Bosque Petrificado | Canyons of the Ancients National Monument Monumento nacional Chimney Rock Durango Rock Shelters Hovenwwepp Condado de La Plata, Mesa Verde Ute Mountain | Cañón de Chelly | Cañón Glen Hovenweep |

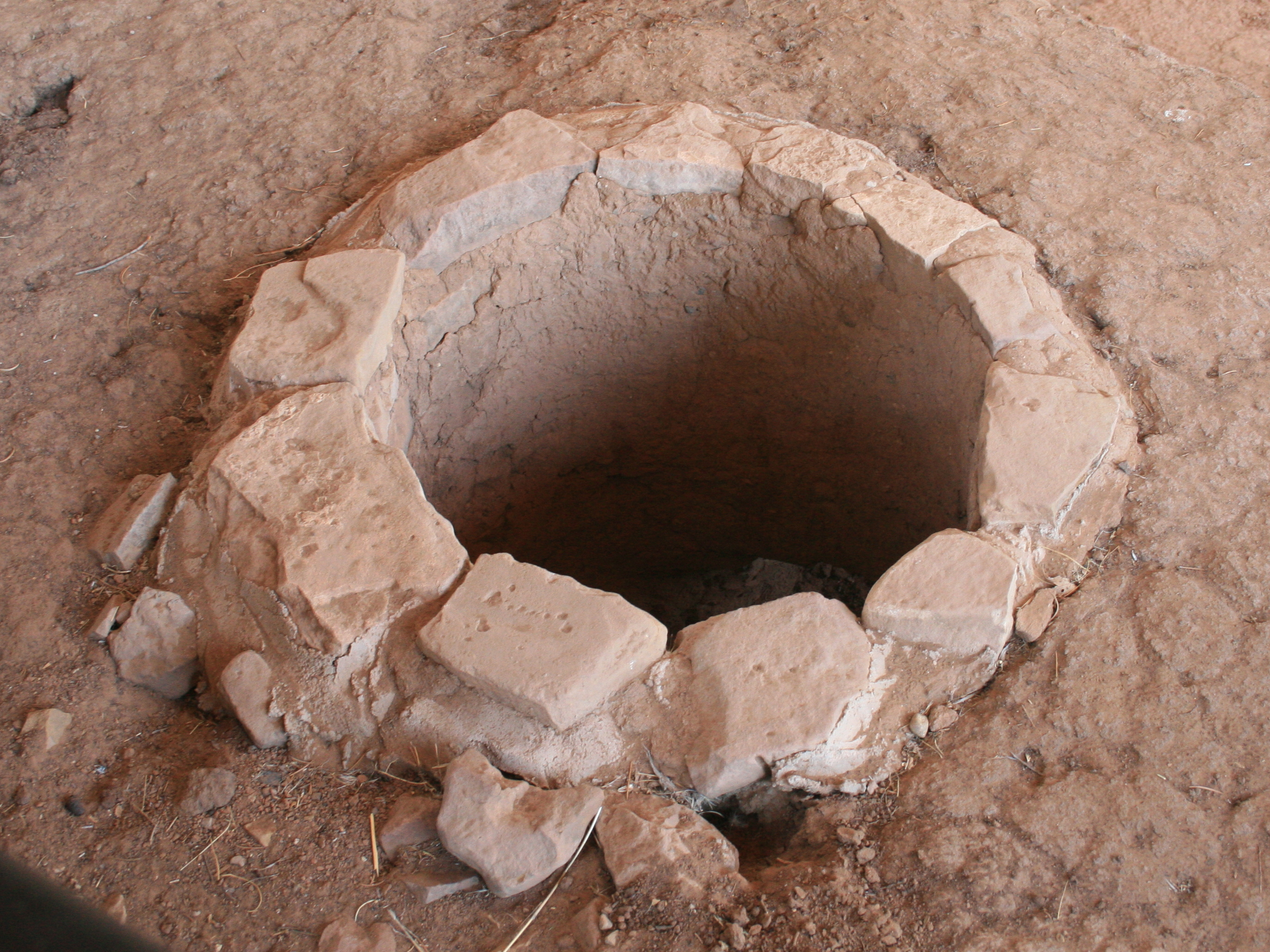
Ventilador de fosa.Parque nacional Mesa Verde.
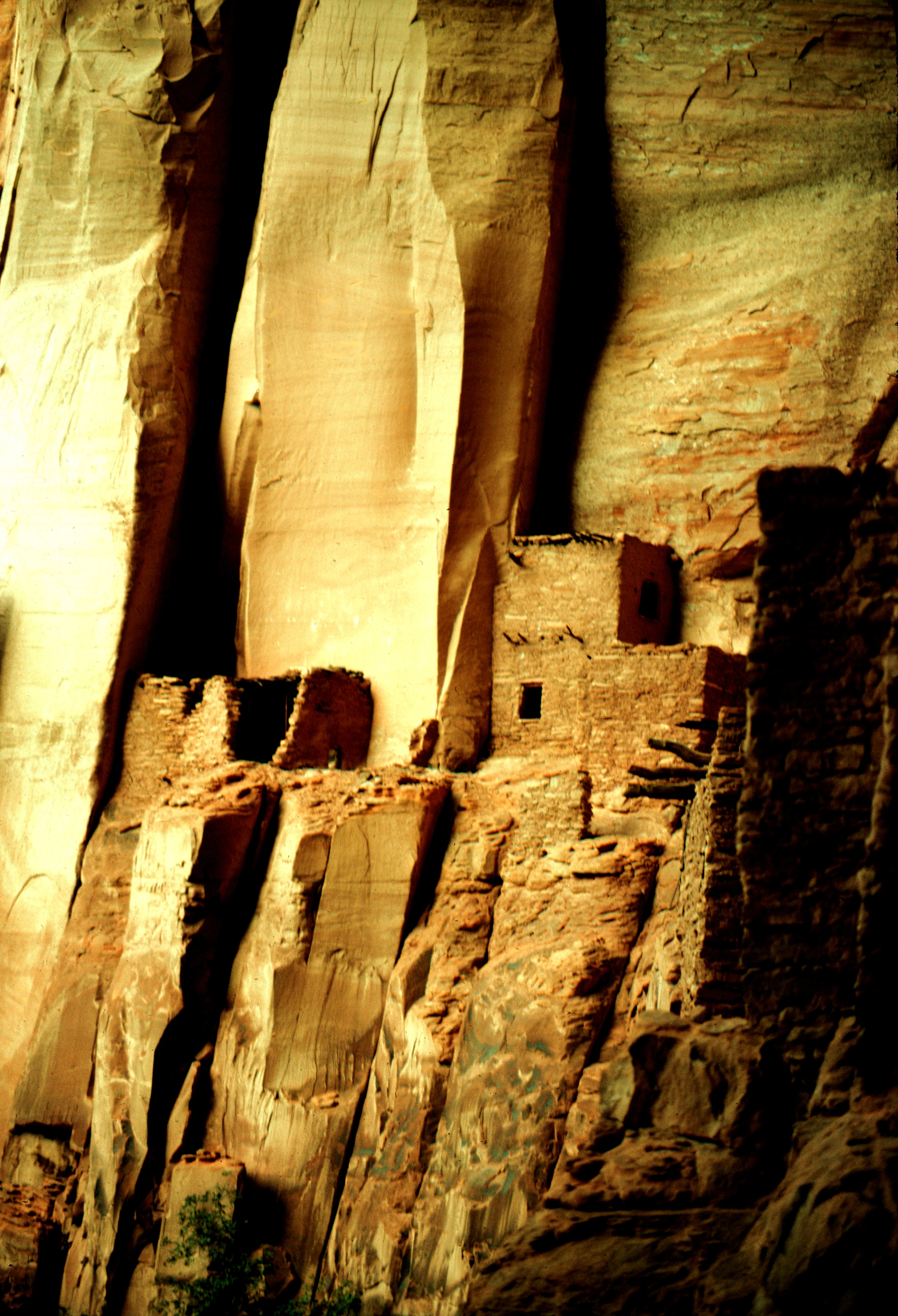
Ruinas anasazi, Cañón de Chelly - Arizona
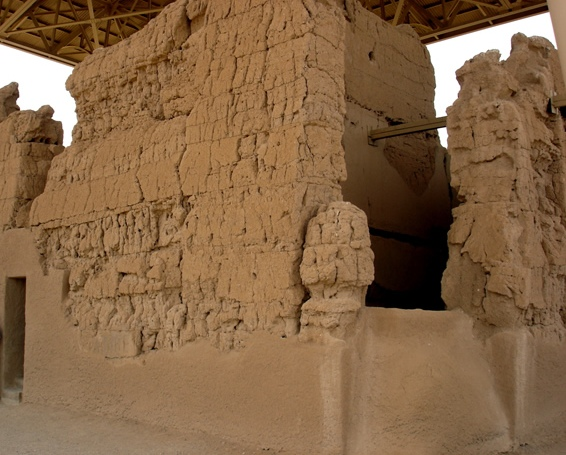
Complejo monumental de Casa Grande (Arizona), (cultura Hohokam).
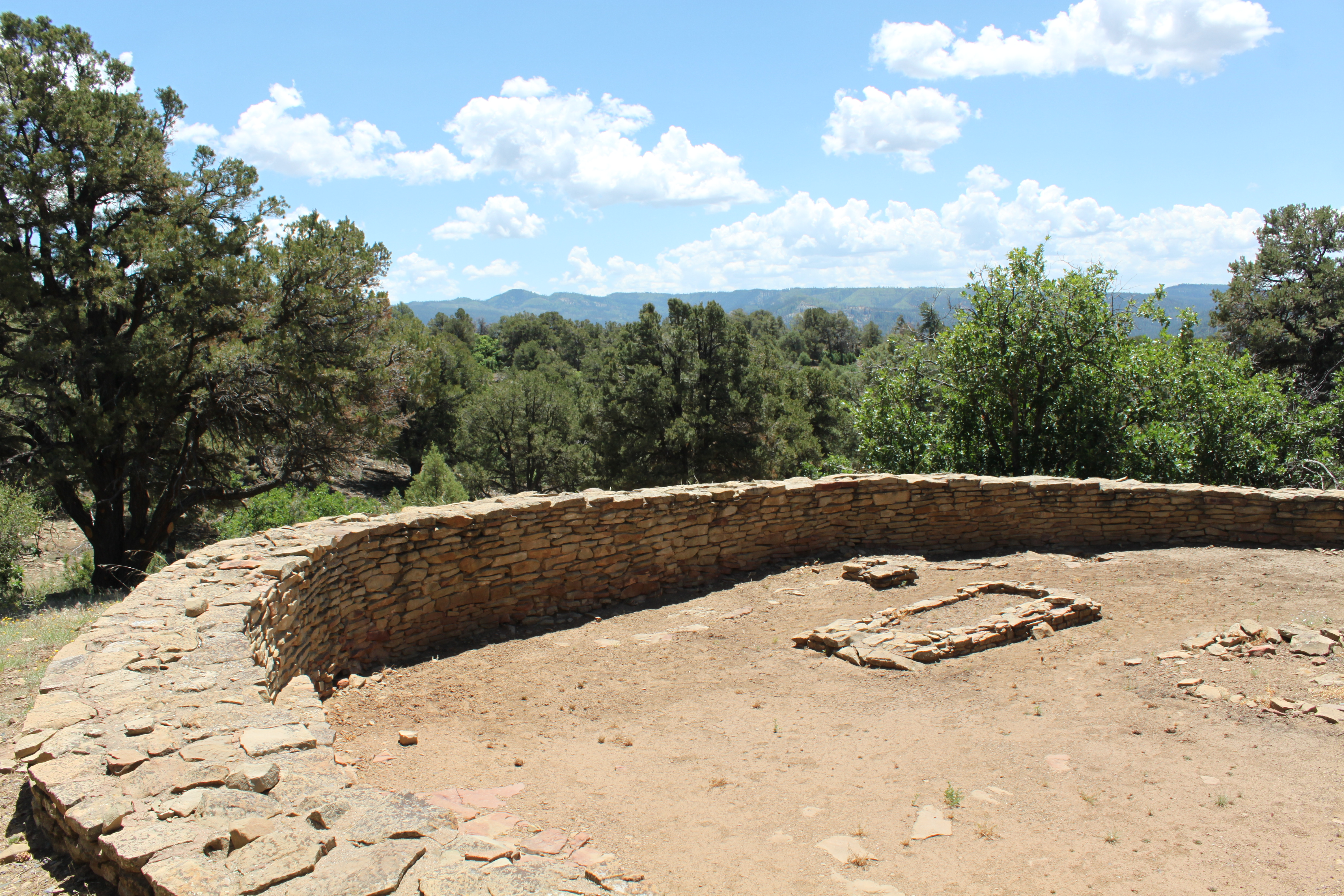
Kiva en el Monumento nacional Chimney Rock.